# 军队职业倾向测验
军队职业倾向测验（英语：Armed Services Vocational Aptitude Battery，缩写为ASVAB）是美国武装部队一项用于评估应聘者适合从事何种军事职业的标准化考试，由美国国防部 (DoD) 开发和维护。

## 概述[2][3]
ASVAB（Armed Services Vocational Aptitude Battery）是美国军队使用的一项标准化测试，用于评估拟入伍人员的智力水平和适应军事职业所需技能的能力。ASVAB测试旨在帮助军方确定应聘者最适合从事哪种领域的工作，并确保有意向参军的人员具备完成任务所需的知识和技能。
ASVAB测试的历史可以追溯到1968年，当时它被设计成为美国军队选拔并指导拟入伍人员的工具，随后1976年被军队的所有部门采用。随着时间的推移，ASVAB逐渐发展成一个全面、多样化的测试，涵盖了各个领域的知识和技能。目前，ASVAB已经成为美国军方招募计划中不可或缺的一部分。
ASVAB的主要作用是评估应聘者的智力水平和潜在职业技能，以确定他们适合从事何种军事职业。通过测试，军方可以将应聘者分配到最适合他们技能和兴趣的领域。ASVAB测试结果还可以帮助军方提供个性化的职业咨询，为应聘者提供从事相关军事职业的建议和指导。
但军队职业倾向测验只是参加美军的步骤之一，通过测试，并不代表最终可以加入美军。

## 测试内容
ASVAB测试内容广泛涵盖了不同领域的知识和技能。测试分为十个子测试：
- 普通科学（GS）：生命科学、地球与空间科学、物理科学
- *算术推理（AR）：解决基本算术应用题
- *单词知识（WK）：能够通过同义词理解单词的含义
- *段落理解（PC）：从书面材料中获取信息的能力
- *数学知识（MK）：数学概念与应用
- 电子信息（EI）：电流、电路、设备和电子系统
- 汽车和车间信息 (AS)： 汽车保养和维修以及木材和金属车间的作法
- 机械理解（MC）：机械装置原理、结构支撑和材料性能
- 组装对象 (AO)当一个物体的各个部分组合在一起时，它会是什么样子

*这四个分项测试构成了武装部队资格测试 (AFQT) 分数。

### 武装部队资格测试 (AFQT) 分数
ASVAB 考试成绩按单项小测验及其复合测验细分。其中最关键的分数之一是 AFQT，即武装部队资格考试，用于确定参试人是否有资格参军。
AFQT 是 ASVAB 的一部分，而不是一个单独的测试。它是从 ASVAB 的四个子测试中得出的分数，与其他标准一起用于确定参试人的服役资格。
AFQT 由您的算术推理、数学知识和口头表达 (VE) 成绩乘以 2 组成。
这些子测试的目的是评估应聘者在各个领域的知识水平和技能特长。测试需要三个小时才能完成。每个部分的持续时间从 7 到 39 分钟不等，最长的是算术推理。考试通常 在征兵站 (MEPS) 以计算机化形式进行，或者在称为军事入学考试 (MET) 站点进行。

### 线上考试内容
- 一般科学 (GS) – 8 分钟内 15 个问题
- 算术推理 (AR) – 39 分钟内 15 个问题
- 单词知识 (WK) – 8 分钟内 15 个问题
- 段落理解 (PC) – 22 分钟内 10 个问题
- 数学知识 (MK) – 20 分钟内 15 个问题
- 电子信息 (EI) – 8 分钟内 15 个问题
- 汽车和商店信息 (AS) – 7 分钟内回答 10 个问题
- 机械理解 (MC) – 20 分钟内 15 个问题
- 组装物体 (AO) – 40 分钟内 15 个问题
- 言语表达（VE）分数=（WK）+（PC）

### 笔试内容
普通科学 (GS) – 20 分钟内 45 个问题
算术推理 (AR) – 36 分钟内 30 个问题
单词知识 (WK) – 11 分钟内 35 个问题
段落理解 (PC) – 13 分钟内 15 个问题
数学知识 (MK) – 24 分钟内 25 个问题
电子信息 (EI) – 9 分钟内 20 个问题
汽车和商店信息 (AS) – 11 分钟内回答 25 个问题
机械理解 (MC) – 19 分钟内 25 个问题
组装物体 (AO) – 15 分钟内 25 个问题
言语表达（VE）分数=（WK）+（PC）
美国海军申请人还需完成编码速度 (CS) 测试。

## 各军种要求
ASVAB测试标准根据每个军种和具体职业的要求而有所不同。不同军种和职业对应聘者的能力和技能有不同的要求。简而言之，很高的分数可以提供更广泛的工作选择，其中一些可能会带来特殊的工资和奖金。因此，ASVAB测试的得分标准也会因此而有所变化。一般来说，高分表示应聘者在相关领域具备较好的知识和技能，更有可能被分配到相应的军事职业中。
ASVAB测试对于应聘者来说非常重要，因为它可以帮助他们了解自己在不同领域的潜在能力，并为未来的军事职业提供方向。通过参加ASVAB测试，应聘者可以更好地了解自己的优势和兴趣所在，并将其与军方提供的职业选择相匹配。
以美国陆军为例,参加 ASVAB 测试后，陆军会将参试的结果转化为 10 项计算结果，称为“陆军线得分（Army line scores）”。分数线帮助军种了解您有资格获得哪些陆军职位或军事职业专业 (military occupational specialties，MOS)。他们被分为文员；战斗人员; 电子设备操作员; 野战炮兵；一般维护人员；一般技术人员；机械维修人员；食品操作员；监视和通信人员；熟练技术人员。
| 服务军种       | 所需 AFQT最低分数*   |
| 美国陆军       | 30                   |
| 美国海军       | 35 或 26（申请豁免） |
| 美国海军陆战队 | 32                   |
| 美国空军       | 31                   |
| 美国海岸警卫队 | 36 或 32（申请豁免） |

## 相关法律法规[1]
以德克萨斯州参议院法案 (SB) 1843（德克萨斯州议会第 85 届常会，2017 年）为例：
参议院法案 (SB) 1843（德克萨斯州议会第 85 届常会，2017 年）授权每个学年，每个学区和开放注册特许学校必须为 10 至 12 年级的学生提供参加武装部队职业能力测验 (ASVAB) 的机会，并向征兵人员咨询。学区和开放注册特许学校必须将测试安排在正常上课时间；以及安排测试的时间应尽量避免与课外活动发生冲突。
此外，SB 1843 要求校区和开放注册特许学校将测试的日期、时间和地点通知学生及其家长/监护人。
校区/开放注册特许学校可选择不提供 ASVAB 考试，如果学校提供的替代考试符合以下要求：
评估学生在要求中学后教育的职业领域以外的职业领域取得成功的能力；
可免费实施。
只需地区或学校教职员工提供最低限度的培训和支持即可实施测试；且为学生提供对测试结果的专业解释，使学生能够探索符合学生兴趣和技能的职业；以及制定实现学生职业目标的策略。
如果校区或开放注册特许学校之前已签订了职业能力测验合同，但该测验不符合上述替代性测验 的要求，则校区、开放注册特许学校或高中可选择在合同期内不提供 ASVAB。合同期满后，本信中概述的要求将适用于校区、开放注册特许学校或高中。
最后，参议院第 1843 号法案要求德克萨斯州教育局在不迟于 8 月 1 日公布上一学年选择不提 供武装部队职业能力测验的学区和开放注册特许学校名单。